# Чечітка мала

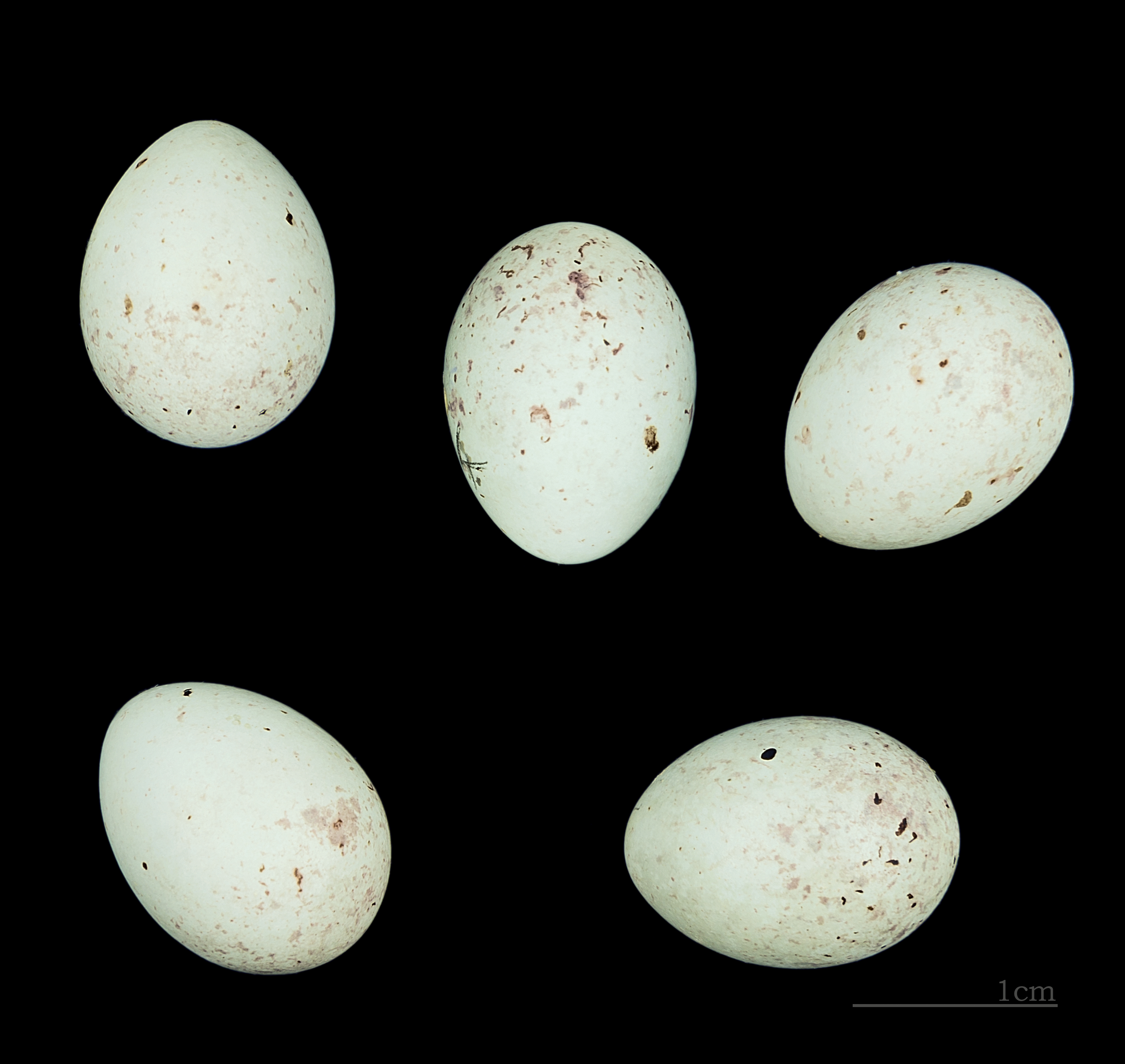
Яйця чечітки малої

Чечітка мала (Acanthis cabaret) — невеликий горобцеподібна птах, що належить до родини в'юркових (Fringillidae). Серед чечіток є найменшою та найбільш смугастою. Іноді її класифікують як підвид чечітки звичайної (Acanthis flammea), але нещодавно Британське орнітологічне товариство віднесло птаха до окремого виду. Птах населяє територію Європи, а також був інтродукований у Новій Зеландії. Багато особин мігрує взимку на південь, але за м'яких погодних умов на континенті, чечітку малу можна зустріти цілий рік на більшій частині ареалу.

## Таксономія
Назва роду Acanthis походить від давньогрецького akanthis (назва невеликої, нині так і неідентифікованої пташки), а cabaret — французька назва для виду в'юрків.
Взаємовідносини між видами чечіток до кінця недосліджені. Чечітка мала трапляється в згараях чечіток звичайних (підвид Acanthis flammea flammea) на півдні Норвегії, хоча це не призводить до істотного схрещування, але робити остаточні висновки поки зарано, адже симпатрія почалося нещодавно.

## Опис
Птах невеликий, короткохвостий, 11,5 — 12,5 сантиметрів довжини з розмахом крил 20―22,5 сантиметрів та вагою 9―12 грам. Дзьоб короткий, конічної форми і різко загострений та має блідо-жовтий колір з темним кінчиком. Дорослий самець в основному зверху коричневий та має більш темні смужки. Самець має червоний лоб, чорне підборіддя і під час сезону розмноження рожевіє на грудях та обличчі. Обабіч має темні смужки, а черевце здебільшого білого коліру. На крилах має дві бліді смуги. Доросла самиця не має рожевого кольору на грудях і обличчі та характеризується меншою кількістю смужок. Молоді особини мають бліду голову без червоного затемнення та виділяються меншою кількістю чорного кольору на підборідді.
Найпоширеніший спів — це суворий металевий стакато «чуч-уч-уч-уч», який видається під час польоту або посадці. Птах також має тужливий сигнал тривоги.
Підвид Acanthis flammea flammeaсхожий до чечітки малої, проте є більшим та світлішим у нижній частині.

## Поширення та середовище проживання

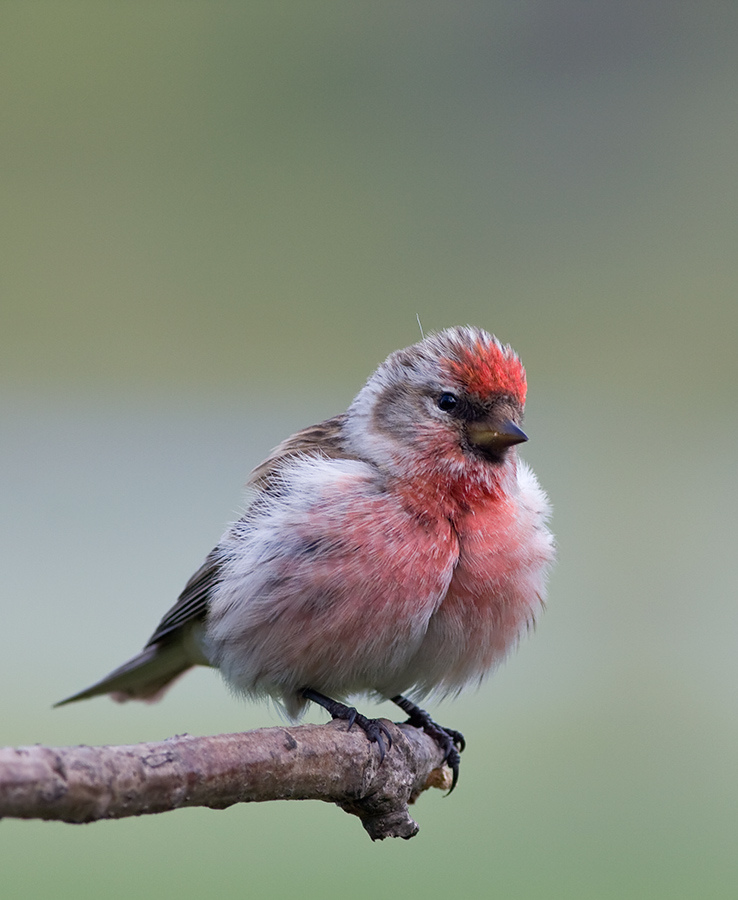
Самець у Шотландії

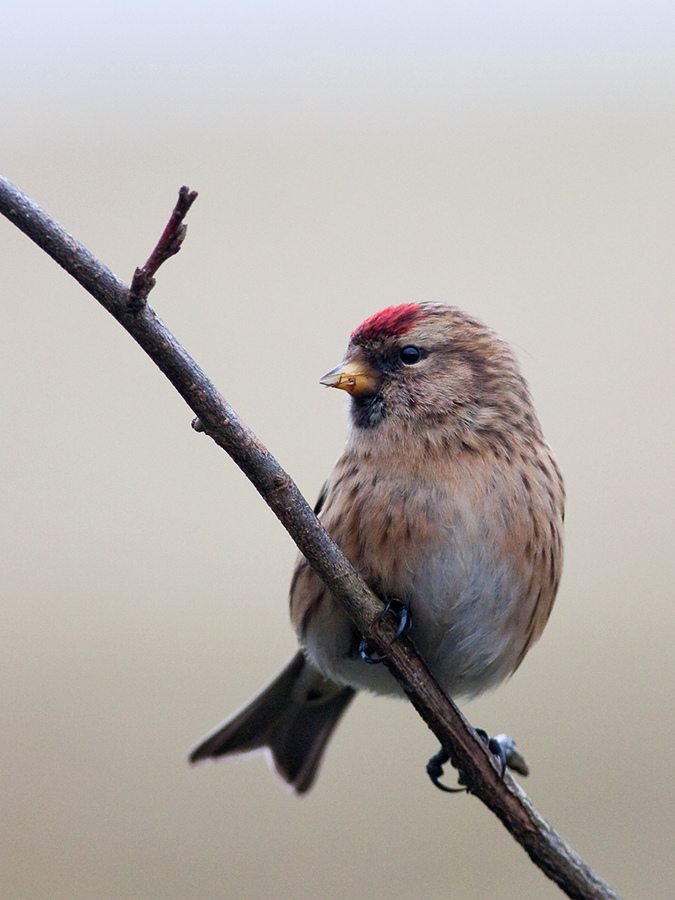
Самиця у Шотландії

Раніше птах зустрічався тільки в Ірландії, Великій Британії та частині Альп, але його ареал значно розширився в Центральній та Північній Європі в останні десятиліття. Гніздиться вздовж узбережжя Північного моря, від північно-східної Франції до Німеччини, а також у Данії, південній Норвегії та південно-західній Швеції. Альпійська популяція збільшилась та поширилась на сусідні регіони. Птах зараз гніздиться набагато східніше, аніж раніше, наприклад на півдні Польщі, у Словаччині та півночі Румунії.
Мігрує на короткі відстані, багато птахів проводять зиму в межах місць розмноження. Птахи, що мешкають в Альпах, часто перелітають на менші висоти. У Великій Британії птах стає більш поширеним взимку в низинних районах. Деякі британські птахи переміщуються на південь до материкової Європи, періодично досягаючи Іберії.
Цей вид вперше був завезений до Нової Зеландії у 1862 році до міста Нельсон. Найчастіше зустрічається на Південному острові на великих висотах, хоча пташка колонізувала і багато офшорних островів. Також птах поширився на австралійській території острова Маккуорі і траплявся як бродячий на острові Лорд-Гав.
Чечітка мала найчастіше замешкує рідколісся, скреб, орні землі та дюни. Її розповсюдженню посприяло збільшення хвойних насаджень.

## Поведінка
Це соціальний птах, який зазвичай тримається в зграях. Живиться переважно на деревах, але також харчується і на землі, особливо взимку, оскільки тоді запас насіння зменшується. Раціон переважно складається з дрібного насіння, здебільшого з берези, вільхи та злакових. Також їдять фрукти, бруньки та безхребетних.
Пари для розмноження утворюються наприкінці зими. Кілька пар часто гніздяться разом у розрізненій колонії. Гніздо у формі чашки будує самиця, як правило, на чагарнику або дереві. Гніздо складається з гілочок та стебел рослин, із внутрішнім шаром коріння, трави, моху, листя та іншої рослинності та підкладкою з пір'я, шерсті та волосся. Самиця відкладає від двох до семи яєць. Яйця мають блідо-синій або зеленуватий колір з червонуватими або коричневими плямами і прожилками. Чечітка мала висиджує яйця протягом 12 –15 днів. Під час висиджування яєць самицю годує самець. Новонароджених птахів годують обидвоє батьків.

## Цитовані тексти
- Snow, D. W. & Perrins, C. M. (1998) Birds of the Western Palearctic: Concise Edition, Vol. 2, Oxford University Press, Oxford.